# 邁阿密警察局
迈阿密警察局( Miami Police Department )，也称迈阿密市警察局（City of Miami Police Department），是美國佛罗里达州迈阿密的一個市政执法机构，也是佛罗里达州最大的市政警察局。邁阿密警察局成立於1896年。